# Sävashån
Sävashån är en sjö i Älvdalens kommun i Dalarna och ingår i Dalälvens huvudavrinningsområde. Sjön har en area på 0,188 kvadratkilometer och ligger 632,7 meter över havet. Sjön avvattnas av vattendraget Grövlan.

## Delavrinningsområde
Sävashån ingår i det delavrinningsområde (688313-131959) som SMHI kallar för Utloppet av Sävashån. Medelhöjden är 693 meter över havet och ytan är 3,32 kvadratkilometer. Räknas de 8 avrinningsområdena uppströms in blir den ackumulerade arean 198,61 kvadratkilometer. Grövlan som avvattnar avrinningsområdet har biflödesordning 3, vilket innebär att vattnet flödar genom totalt 3 vattendrag innan det når havet efter 504 kilometer. Avrinningsområdet består mestadels av skog (94 procent). Avrinningsområdet har 0,19 kvadratkilometer vattenytor vilket ger det en sjöprocent på 5,6 procent.